# Topographische Karte der Schweiz

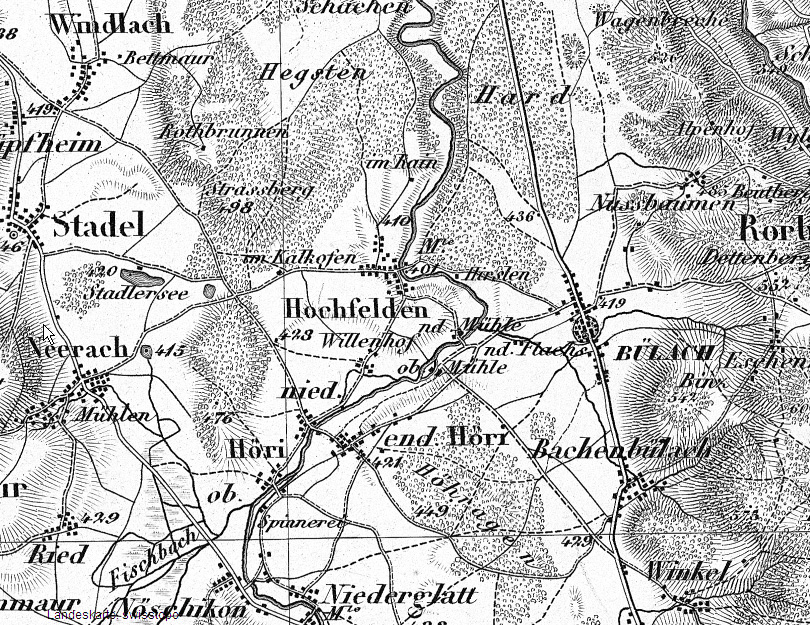
Hochfelden auf der Dufourkarte, Blatt 3 «Liestal, Schaffhausen», Datenstand 1869

Zeichen und Abkürzungen (von Blatt 5, 1850)

Die Topographische Karte der Schweiz, auch Dufourkarte genannt, ist das älteste amtliche Kartenwerk der Schweiz. Die vom Eidgenössischen Topographischen Bureau unter der Leitung von Guillaume Henri Dufour erarbeitete topographische Karte im Massstab 1:100'000 stellte die Schweiz erstmals geometrisch korrekt dar. Die Arbeiten unter Dufours Leitung begannen bereits 1832, noch vor der Gründung des Eidgenössischen Topographischen Bureaus im Jahr 1838. Die 25 Blätter der Karte erschienen im Zeitraum 1845 bis 1865. Die Dufourkarte gilt als Werk von nationaler Bedeutung, nicht zuletzt auch deshalb, weil sie parallel zum modernen Bundesstaat von 1848 entstand und dabei half, die Kantone im Sinne des Bundesstaates symbolisch zusammenzuführen.

## Vorgeschichte
Zwischen 1796 und 1802 entstanden die 16 Kartenblätter des Atlas Suisse, der die ganze Schweiz im Massstab ca. 1:120'000 abbildete und ab 1803 zum Verkauf gelangte. Bis zum Erscheinen der Dufourkarte blieb der Atlas Suisse das massgebende topographische Kartenwerk für die Schweiz.
Während der Grenzbesetzung 1809, die wegen der nationalen Erhebungen gegen Napoleon einberufen wurde, liess Oberst Hans Conrad Finsler durch Ingenieur Johannes Feer und einige Stabsoffiziere die östliche Schweiz triangulieren. Der Astronom Johann Kaspar Horner und Stabshauptmann Heinrich Pestalozzi verbanden das entstandene Dreiecksnetz mit den Vermessungen der Kantone Basel und Bern. Bis 1822 entstand zusammen mit Pestalozzis Winkelmessungen in der Westschweiz die Triangulation erster Ordnung für das Mittelland. Die noch fehlende Triangulation der Alpen war wegen der gefährlichen Bergbesteigungen und der schlechten Witterung ohne Fernsicht eine schwierigere Aufgabe. Finslers Bemühungen führten dazu, dass die Tagsatzung von 1822 die Landesvermessung zum eidgenössischen Werk erklärte und sie der eidgenössischen Militäraufsichtsbehörde unterstellte. 1829 misslang der Versuch der schweizerischen naturforschenden Gesellschaft, das ganze Werk selber an die Hand zu nehmen und durch private Gönner zu finanzieren.
1832 wurde Guillaume Henri Dufour Oberstquartiermeister der Militäraufsichtsbehörde und übernahm in dieser Funktion die Leitung der eidgenössischen Triangulation und Landesvermessung. Er hatte bereits in der französischen Kriegsschule topografische Arbeiten durchgeführt. Dufour sollte die bereits vorhandenen Dreiecksmessungen und Kartierungen auf eidgenössischer Ebene vereinheitlichen, die Lücken schliessen, die Triangulation durch die Ingenieure überprüfen und ergänzen lassen sowie einheitliche eidgenössische Richtlinien herausgeben. So hatten zum Beispiel die Kantone das Gebirge im Massstab 1:50'000, Jura und Mittelland 1:25'000 aufzunehmen.

## Erarbeitung des Kartenwerks

### Geodätische Grundlagen

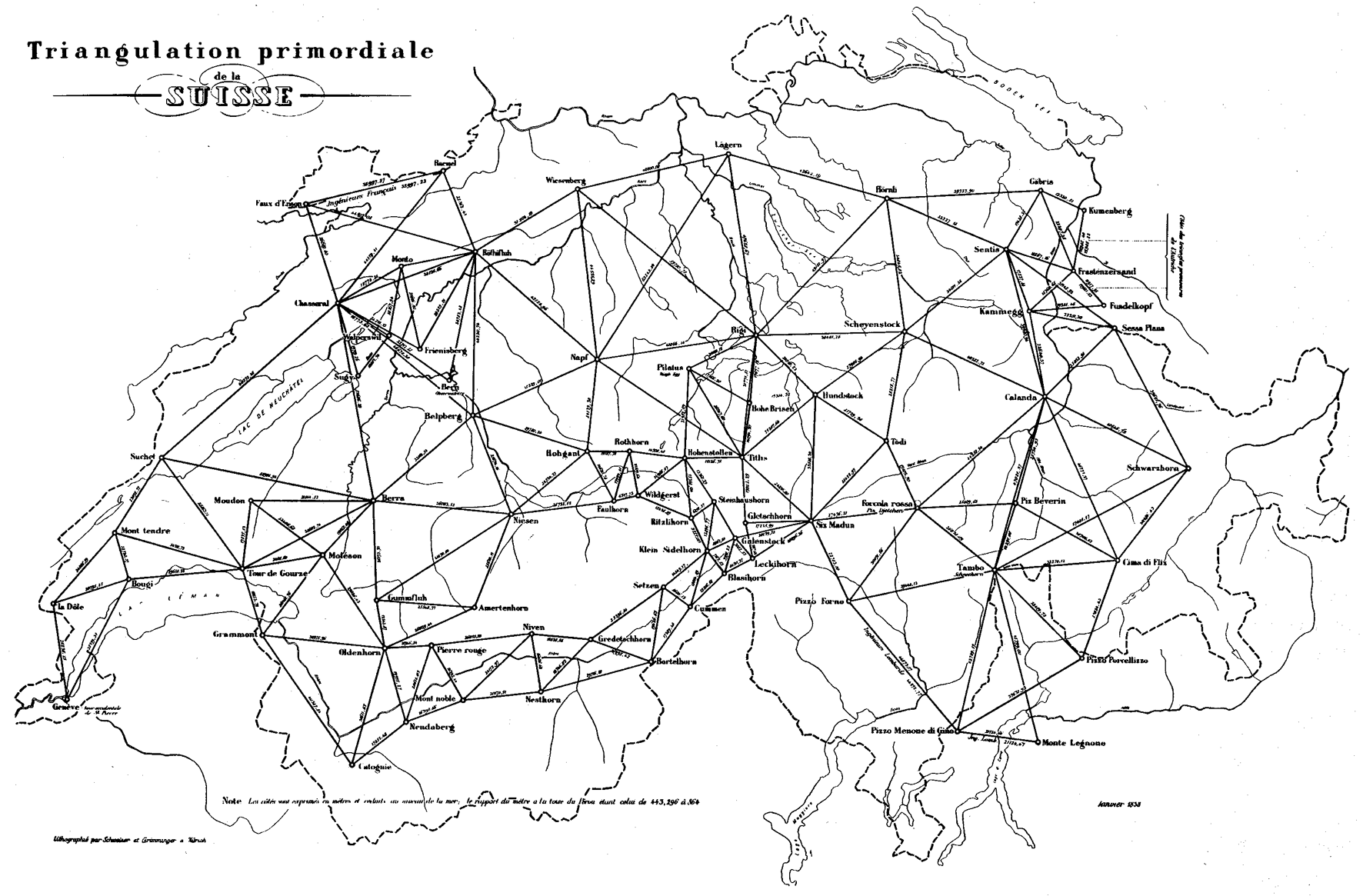
Triangulation primordiale 1826–1837

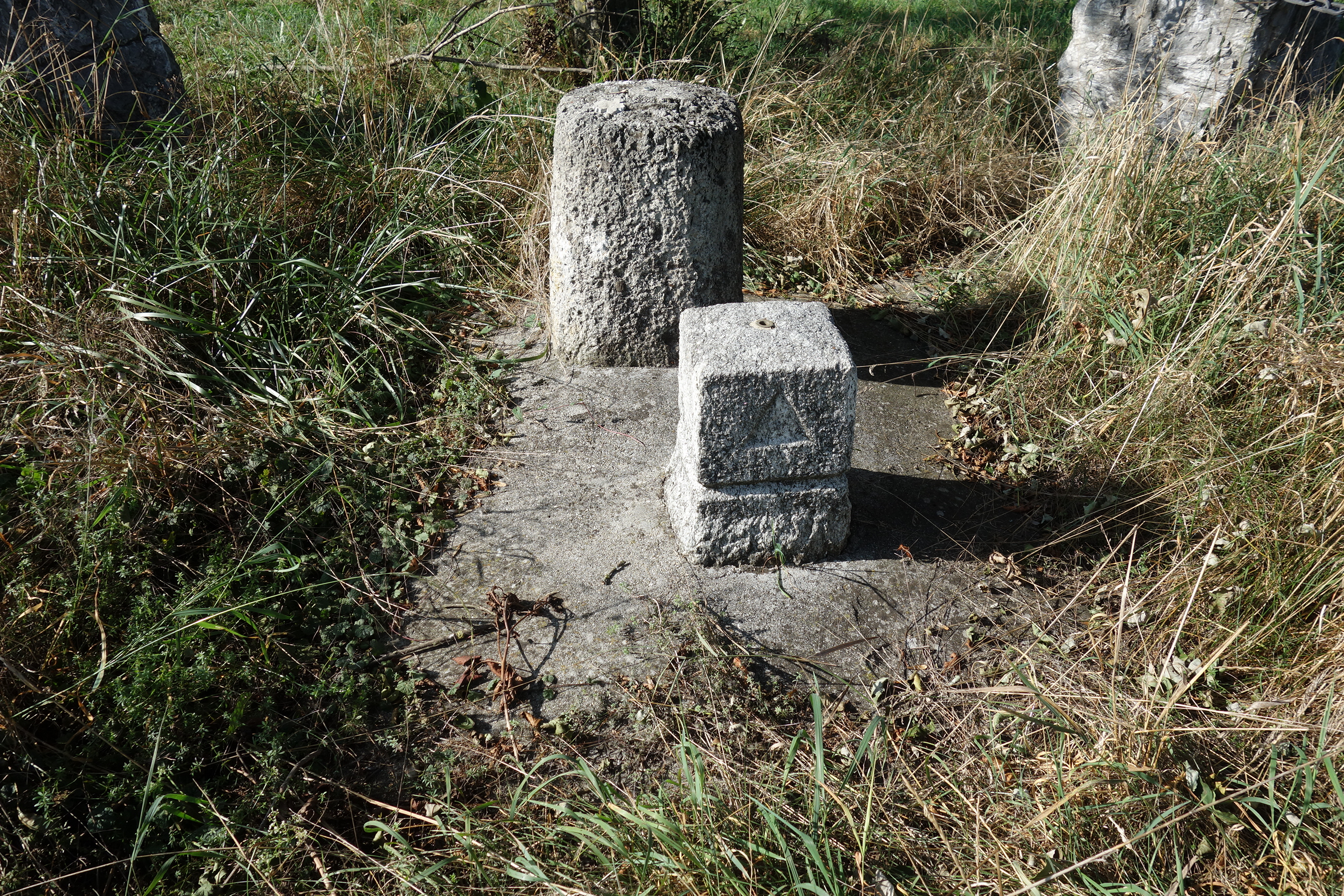
Basislinie (Endpunkt Sugiez)

Der Astronom und Geodät Johannes Eschmann (1808–1852) erstellte zwischen 1834 und 1837 aufgrund bereits vorhandener kantonaler Netze und der Basislinie die «Triangulation primordiale», das erste landesweite Dreiecksnetz. Die von Eschmann 1840 publizierten «Ergebnisse der trigonometrischen Vermessungen in der Schweiz» dienten der Dufourkarte als geodätisches Bezugssystem.
Die 13 km lange Strecke im Grossen Moos zwischen Walperswil BE und Sugiez FR bildete die Basis oder Grundlinie für die Dufourkarte.⊙⊙  Sie wurde 1791, 1797 und 1834 (unter Dufour) aufwändig mit Messketten und Eisenstangen vermessen. Um die Länge der Basis auf das Triangulationsnetz übertragen zu können, mussten auf deren Endpunkten und weiteren benachbarten Punkten Winkel gemessen werden. Von Walperswil aus wurden in der Ära Dufour der Endpunkt in Sugiez, der Chasseral und der Montoz angezielt. Eine weitere Station auf dem Frienisberg diente zur Berechnung der Distanz zwischen dem Chasseral und der Rötifluh.
Mit diesen Abständen (Seitenlängen) zwischen den Triangulationspunkten konnten dann mit Hilfe der Orientierungselemente, ausgehend vom Fundamentalpunkt, die Koordinaten der Hauptpunkte abgeleitet werden. Die Basisendpunkte von Walperswil und Sugiez wurden an ein Dreiecksnetz (Basisvergrösserungsnetz der «Triangulation primordiale») angeschlossen, welches zum ersten Mal die ganze Schweiz abdeckte und die nördlich der Alpen gelegenen Landesteile mit den südlichen verband. Die 13 km lange Basisstrecke diente als Massstab des Netzes. In der alten Sternwarte Bern (1812–1876; Fundamentalpunkt der Schweizer Landeskoordinaten: 600000 / 200000) wurden Länge und Breite des Fundamentalpunktes astronomisch bestimmt und damit die Schweiz korrekt auf dem Globus positioniert. An den in Bern astronomisch bestimmten Azimuten der Punkte Rötifluh/Weissenstein SO und Chasseral wurde das Netz orientiert.

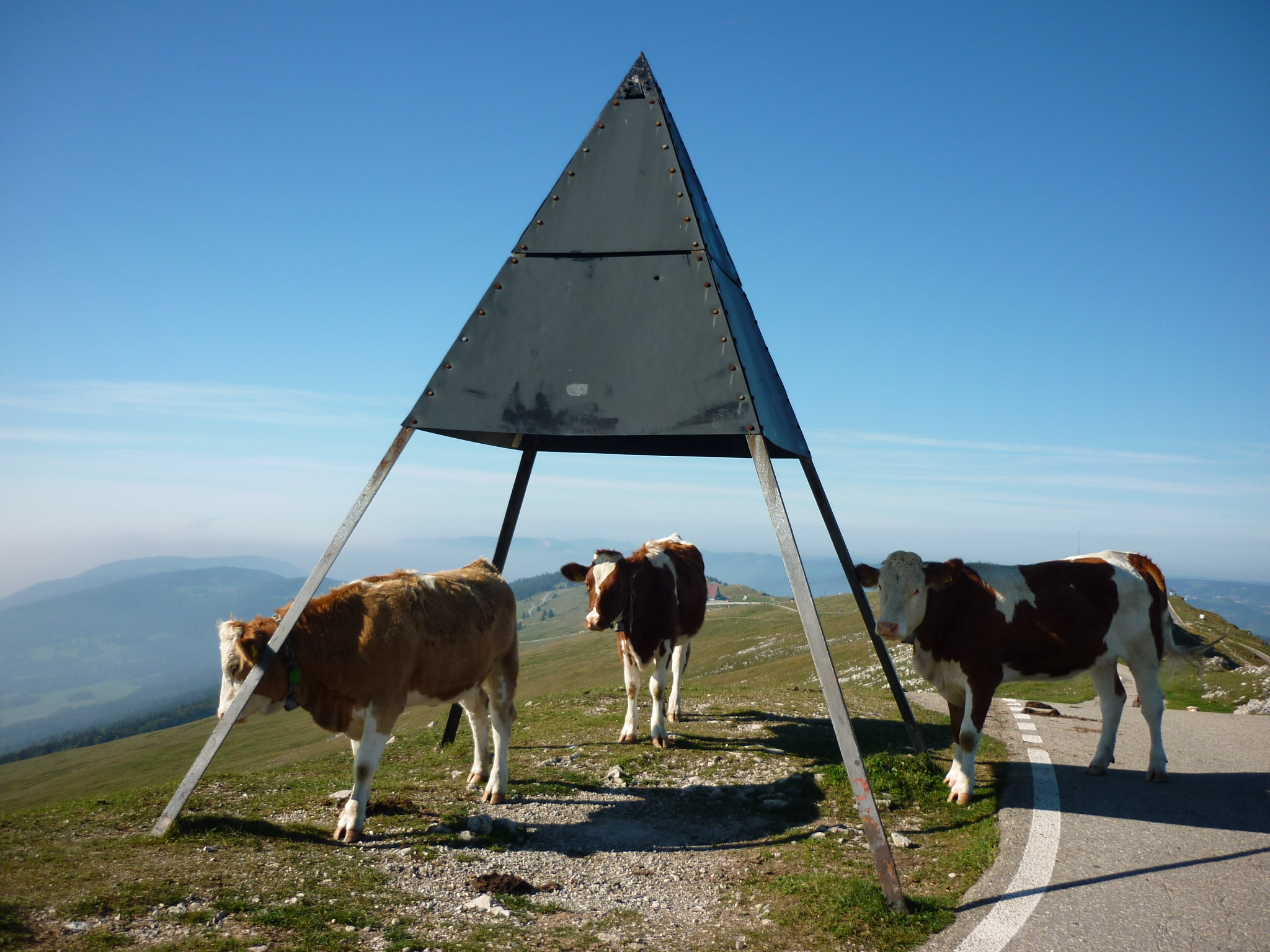
Triangulationspunkt auf dem Chasseral

### Topografische Grundlagen
Parallel zu den geodätischen Grundlagen nahm Dufour die topografischen Aufnahmen in Angriff. Mangels guter Zeichner und Kupferstecher in der Schweiz richtete Dufour 1837 – zuerst auf eigene Kosten – ein Zeichnerbüro in Carouge ein. Im Folgejahr nahm es als Eidgenössisches Topographisches Bureau offiziell die Arbeit auf, so dass das Jahr 1838 als Gründungsjahr des heutigen Bundesamtes für Landestopografie gilt. Das Bureau diente als Sammelstelle für alle trigonometrischen und topographischen Arbeiten. Dufour und seine Mitarbeiter stellten zuerst mit grosser Sorgfalt vier Musterblätter 1:50'000 her, die nachher als Vorlagen für das Musterblatt 1:100'000 dienten. 1842 gab Dufour auf Kosten des Kantons Genfs die Genferkarte heraus, die gewissermassen als Probestück für die Dufourkarte diente.
Die Bonnesche Projektion diente als Grundlage für die Dufourkarte. Als Höhenausgangspunkt bei der Entwicklung der Dufourkarten von 1845 und 1864 verwendete Dufour den Felsen Repère Pierre du Niton im Hafen von Genf.
Die Originalaufnahmen für die Dufourkarte wurden im Massstab 1:25'000 (im Flachland und Jura) und 1:50'000 (im Gebirge) erstellt.

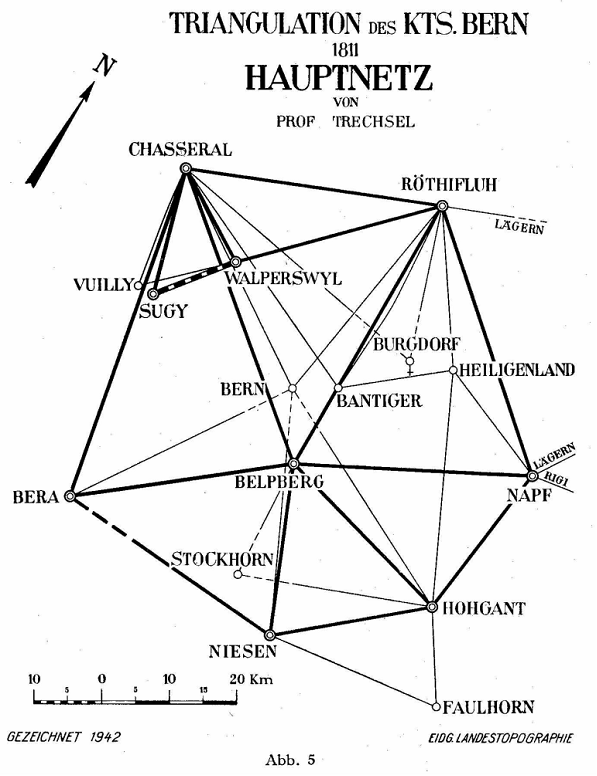
Triangulation des Kantons Bern 1811

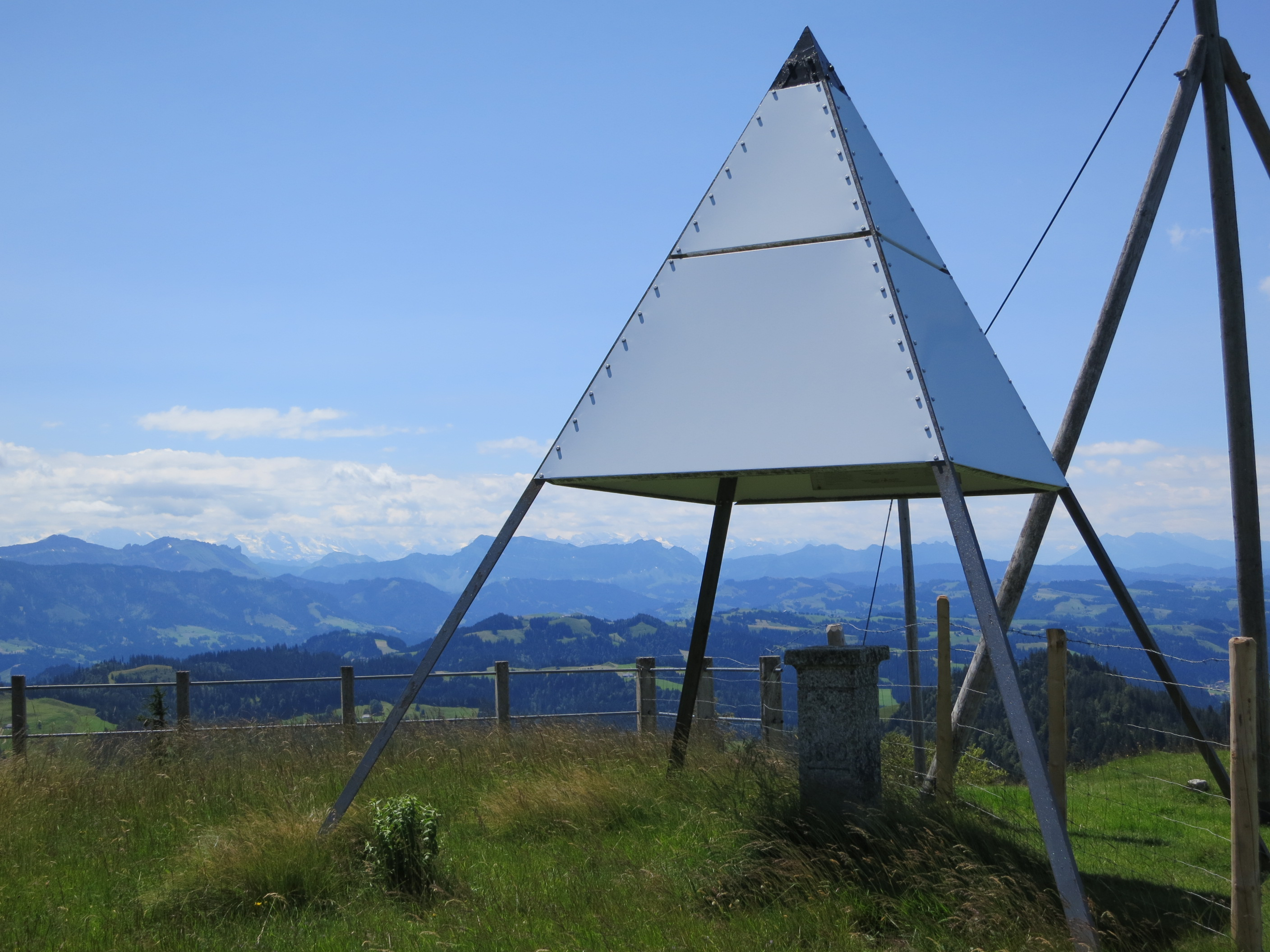
Triangulationspunkt erster Ordnung von 1860 auf dem Napf

### Die Mitarbeit der Kantone am Beispiel des Kantons Bern
Etliche Kantone nahmen ihre Gebiete nach eidgenössischen Vorschriften selber auf und erhielten dafür von der Eidgenossenschaft einen vertraglich vereinbarten Betrag. Die Grundlagen ihrer Kartenwerke stellten sie dem Eidgenössischen Topographischen Bureau für die Umarbeitung in die eidgenössische Karte zur Verfügung.
1853 kam es zum Abschluss eines Vertrages zwischen der Eidgenossenschaft und dem Kanton Bern. Der Berner Regierungsrat setzte daraufhin eine Kartierungskommission ein. Diese wählte 1854 den Zürcher Geodäten und Topographen Hans Heinrich Denzler zum verantwortlichen Oberingenieur für die topografische Aufnahme des Kantons Bern. Denzler blieb bis 1862 Oberingenieur und war mit den folgenden Aufgaben betraut:
- Winkelmessung und Berechnung einer genügenden Anzahl von Dreiecken erster und zweiter Ordnung
- Berechnung der rechtwinkligen Koordinaten der Dreieckspunkte, bezogen auf Meridian und Breitenkreis der Berner Sternwarte
- Trigonometrische Höhenbestimmung der Dreieckspunkte
- Versicherung der Signalpunkte «durch Eingrabung von Steinen, wo dieselbe notwendig sein sollten»
- Entwurf einer Instruktion für die Ingenieure und
- Mitarbeit an der topographischen Aufnahme nach Möglichkeit.

Die bisherigen eidgenössischen Punkte erster und zweiter Ordnung im bernischen Teil waren nicht mehr zu gebrauchen, und Denzler muss daher an die entfernten Punkte erster Ordnung Rötifluh und Chasseral anknüpfen.
Zur Erstellung eines neuen Netzes erster Ordnung wählte die Kommission die Punkte Napf, Niesen, Berra, Rigi Kulm, Lägern, Schwarzhorn und Gurten, wovon die ersten fünf zum eidgenössischen Netz gehörten.

### Blatteinteilung

Blattübersicht

Als äusseren Rahmen für das Kartenwerk legte Dufour einen Raster (Blatteinteilung) von fünf mal fünf Blättern fest. Jedes Blatt umfasste 70 km in West-Ost- und 48 km in Nord-Süd-Richtung. Das gesamte Kartenwerk deckte eine Fläche von 350 × 240 km ab. Für die Originalaufnahmen im Massstab 1:50'000 wurde ein Blatt in 16 Sektionen (jede 17,5 × 12 km) unterteilt. Für den Massstab 1:25'000 wurde jede Sektion nochmals in vier Teile (8,75 × 6 km) zerlegt.
Die vier Eckblätter enthielten Angaben zur Karte und geografische Zusatzinformationen:
- links oben (Blatt Nr. 1): Titelseite mit Angaben wie «vermessen und herausgegeben auf Befehl der eidgenössischen Behörden», «aufgenommen und reduziert durch eidgenössische Ingenieure unter der Aufsicht des Generals G. H. Dufour», Art der Projektion und Massstab
- rechts oben (Blatt Nr. 5): Listen mit Ortsnamen in jeweils zwei Landessprachen[9], Legende zu Zeichen und Abkürzungen[10]

- links unten (Blatt Nr. 21): Schema der Einteilung in 25 Blätter
- rechts unten (Blatt Nr. 25): Höhenangaben zu Seen, Bergen, Pässen und Wohnorten, Fläche der Kantone und Fläche von 15 Seen[11]

Die 25 Blätter sind unten in einer Tabelle aufgelistet.

### Reproduktion

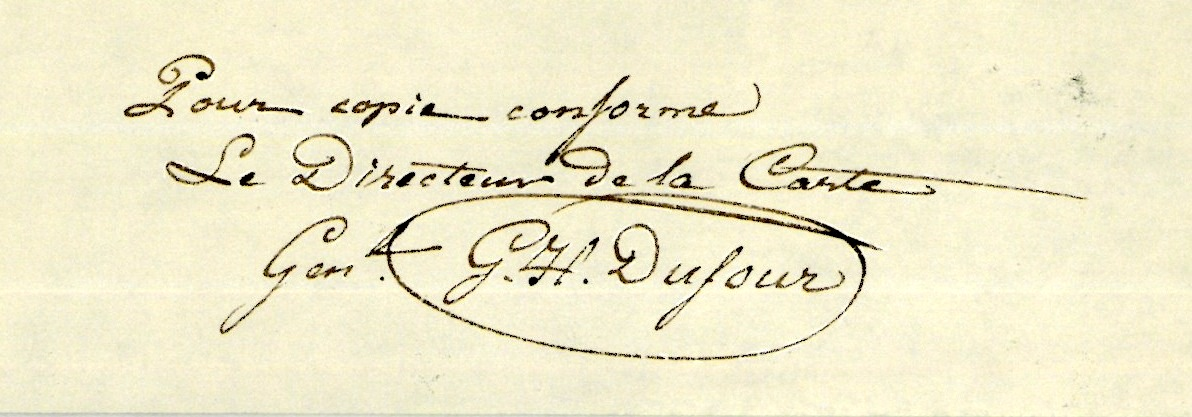
Genehmigungsvermerk des «Directeur de la Carte» G. H. Dufour zu einer Zeichnung für die Dufourkarte

Die dem topographischen Bureau abgelieferten Originalaufnahmen wurden von Dufour persönlich kontrolliert. Anschliessend erfolgte die Reinzeichnung im Publikationsmassstab 1:100'000 (sogenannte „Reduktion“ aus den Originalaufnahmen in feinerem Massstab). Kupferstecher übertrugen die Reinzeichnung anhand einer Stecherpause auf die Kupferplatte und arbeiteten das Kartenbild mit Sticheln aus. Nach dem Stich erfolgte der Kupferdruck.
Das Gelände (welches in der Schweiz meist hügelig und gebirgig ist) wird auf der Dufourkarte mit Schattenschraffen unter der Annahme einer Nordwest-Beleuchtung dargestellt, wodurch die Reliefwirkung und die Felszeichnung besonders plastisch erscheinen. Diese sogenannte «Schweizer Manier» erntete viel Lob und brachte dem Topographischen Bureau mehrere internationale Auszeichnungen ein. Albert Heim hingegen gehörte zu den Kritikern der Nordwest-Beleuchtung, da die Sonne in der Schweiz üblicherweise aus südlichen Richtungen scheine.

## Publikation
Die Publikation des Kartenwerks in 25 Blättern (je 70 × 48 cm) im Massstab 1:100 000 erfolgte zwischen 1845 und 1865 (Details siehe unten). Bereits zum Jahresende 1864 hatte Dufour seinen Abschlussbericht geschrieben, in dem er seine Tätigkeit bilanzierte und Anmerkungen zu «noch auszuführenden Arbeiten» machte.
Bis 1939 erschienen überarbeitete Neuauflagen dieser Blätter. Karten im Massstab der Originalaufnahmen wurden ab 1870 unter der Bezeichnung «Siegfriedkarte» herausgegeben.
Im Jahr 2003 machte swisstopo die Dufourkarte erstmals digital nutzbar: als «Dufour Map» auf einer CD-ROM zum Preis von 148 Franken. Attraktiv war die Möglichkeit der kartografischen «Zeitreise»: Nutzer konnten beliebige Ausschnitte der Dufourkarte mit der Darstellung in der aktuellen Landeskarte vergleichen, entweder nebeneinander oder durch Überlagerung mit frei wählbarer Einstellung, welche Karte dabei deutlicher hervortreten sollte (stufenlose Überblendtechnik).
Im August 2010 wurde das Geoportal des Bundes freigeschaltet. Seitdem können Internetnutzer nicht nur aktuelle Landeskarten und Geoinformationen, sondern auch die Dufourkarte und andere historische Kartenwerke kostenfrei nutzen.

## Die 25 Blätter der Dufourkarte
Die gesamte Dufourkarte ist 3,5 × 2,4 Meter gross. Sie ergibt sich durch Aneinanderlegen der 25 Blätter in fünf Reihen mit je fünf Blättern (Reihe 1 = Blatt 1 bis 5, Reihe 2 = Blatt 6 bis 10 usw.). Das Schema ist auf Blatt 21 der Dufourkarte abgebildet.
Quelle der Blattbezeichnungen und der Jahreszahlen ist swisstopo.
| Blatt Nr. | Reihe | Spalte | Bezeichnung                        | Datenstand | Publikation | Ausland | Anmerkungen | Digitalisat |
| --------- | ----- | ------ | ---------------------------------- | ---------- | ----------- | ------- | --- | ----------- |
| 1         | 1     | 1      | Titelblatt                         | 1855       | 1855        |         | ohne Karte | 01          |
| 2         | 1     | 2      | Belfort, Basel                     | 1846       | 1848        | F, D    | Belfort liegt in Frankreich                                                                                     | 02          |
| 3         | 1     | 3      | Liestal, Schaffhausen              | 1849       | 1850        | D       | | 03          |
| 4         | 1     | 4      | Frauenfeld, St. Gallen             | 1850       | 1850        | D       | | 04          |
| 5         | 1     | 5      | Rheineck                           | 1850       | 1850        | D, Ö    | mit Ortsnamenlisten und Legende zur Karte                                                                       | 05          |
| 6         | 2     | 1      | Besançon, Le Locle                 | 1846       | 1848        | F       | Besançon liegt in Frankreich                                                                                    | 06          |
| 7         | 2     | 2      | Porrentruy, Solothurn              | 1845       | 1848        | F       | | 07          |
| 8         | 2     | 3      | Aarau, Luzern, Zug, Zürich         | 1861       | 1861        | –       | | 08          |
| 9         | 2     | 4      | Schwyz, Glarus, Appenzell, Sargans | 1854       | 1854        | –       | | 09          |
| 10        | 2     | 5      | Feldkirch, Arlberg                 | 1853       | 1853        | Ö       | Feldkirch und der Arlberg liegen in Österreich                                                                  | 10          |
| 11        | 3     | 1      | Pontarlier, Yverdon                | 1849       | 1850        | F       | Pontarlier liegt in Frankreich                                                                                  | 11          |
| 12        | 3     | 2      | Freyburg, Bern                     | 1860       | 1860        | –       | | 12          |
| 13        | 3     | 3      | Interlachen, Sarnen, Stanz         | 1864       | 1865        | –       | Wurde als letztes Blatt veröffentlicht                                                                          | 13          |
| 14        | 3     | 4      | Altorf, Chur                       | 1859       | 1859        | –       | | 14          |
| 15        | 3     | 5      | Davos, Martinsbruck                | 1853       | 1853        | Ö, I    | | 15          |
| 16        | 4     | 1      | Genève, Lausanne                   | 1845       | 1845        | F       | Wurde als zweites Blatt veröffentlicht                                                                          | 16          |
| 17        | 4     | 2      | Vevey, Sion                        | 1844       | 1845        | F       | Wurde als erstes Blatt veröffentlicht                                                                           | 17          |
| 18        | 4     | 3      | Brieg, Airolo                      | 1854       | 1855        | I       | | 18          |
| 19        | 4     | 4      | Bellinzona, Chiavenna              | 1858       | 1858        | I       | Chiavenna liegt in Italien                                                                                      | 19          |
| 20        | 4     | 5      | Sondrio, Bormio                    | 1854       | 1855        | I       | Sondrio und Bormio liegen in Italien                                                                            | 20          |
| 21        | 5     | 1      | Fort de l’Ecluse, Sallanches       | 1848       | 1848        | F       | Gebiet gänzlich in Frankreich; mit Schema der Einteilung in 25 Blätter                                          | 21          |
| 22        | 5     | 2      | Martigny, Aoste                    | 1861       | 1861        | F, I    | Aosta liegt in Italien                                                                                          | 22          |
| 23        | 5     | 3      | Domo d'Ossola, Arona               | 1862       | 1862        | I       | Domodossola und Arona liegen in Italien                                                                         | 23          |
| 24        | 5     | 4      | Lugano, Como                       | 1855       | 1855        | I       | Como liegt in Italien                                                                                           | 24          |
| 25        | 5     | 5      | Bergamo                            | 1862       | 1862        | I       | Gebiet gänzlich in Italien; mit Listen: Höhen (Seen, Gebirgspässe, Berge, Wohnorte) und Flächen (Kantone, Seen) | 25          |

## Würdigung und Ausstellung
Das Werk Dufours und seiner Mitarbeiter begründete den Weltruf der Schweizer Kartografie und wurde mit mehreren internationalen Auszeichnungen geehrt.
Der zeitgenössische Geograph August Petermann beurteilte die Dufourkarte in seinen Mitteilungen als die «vorzüglichste Karte der Welt»:

«Die Dufour’sche Karte in 25 Blättern vereinigt eine genaue Aufnahme mit meisterhafter naturgemässer Zeichnung und schönem geschmackvollem Stich in so ausgezeichneter Weise, in einem so harmonischen Ganzen, und gibt ein so naturwahres Bild der imposanten Alpennatur, dass wir sie unbedingt als die vorzüglichste Karte der Welt ansehen.»

Historiker haben die politisch-kulturhistorische Dimension der Dufourkarte gewürdigt und festgestellt, dass das Kartenwerk nicht nur das erste geometrisch korrekte Abbild des jungen Bundesstaates von 1848 ist, sondern auch ästhetisch überzeugt und als Symbol der nationalen Einheit zur Einigung der Schweiz beigetragen hat.
Bei der ersten Schweizerischen Landesausstellung 1883 in Zürich war die Dufourkarte die Hauptattraktion für die 1,7 Millionen Besucher. Man staunte über die Präzision und Schönheit der grossformatigen Karte, die dem Betrachter die politische Einheit des Landes bildhaft vor Augen führte. Die Reliefzeichnung war eigens für die Ausstellung retuschiert worden, um die dreidimensionale Wirkung noch deutlicher zur Geltung zu bringen. In der Allgemeinen Schweizerischen Militär-Zeitung wurde die Begeisterung über die Dufourkarte als Symbol der Nation wie folgt ausgedrückt:

«Wess’ Schweizers Brust wird nicht mit gerechtem Stolz erfüllt, wenn er die zu vertheidigende Landesherrlichkeit in der grossartigen, unübertrefflichen Dufourkarte auf dem Ehrenplatz vis-à-vis des Hauptportals im Industriegebäude repräsentirt sieht und mit einem Blicke umfasst? Dies Ausstellungsobjekt ist die Perle der ganzen Ausstellung, es stellt in würdigster Weise die politische Einheit der Schweiz dar.»

Als nationales Symbol wird die Dufourkarte im Landesmuseum Zürich an zwei Orten ausgestellt: in der Dauerausstellung Geschichte Schweiz sowie beim Eintritt in den 2016 eröffneten Erweiterungsbau. Im Bundeshaus prangt sie im 2008 neu erstellten Besuchereingang. Als Entsprechung zu den drei Eidgenossen über dem Haupteingang bildet die Topographische Karte dort ein Sinnbild für die Gründung des Bundesstaates von 1848.